# Bărăganu
Bărăganu is een Roemeense gemeente in het district Constanța.
Bărăganu telt 1949 inwoners.